# Енліль-надін-шумі
Енліль-надін-шумі (д/н — бл. 1224 до н. е.) — цар Вавилону близько 1225—1224 до н. е. Був васалом Ассирії. Ім'я перекладається як «Енліль — дарувач імені».

## Життєпис
Походив з Каситської (III Вавилонської) династії. Стосовно батьків відсутні відомості. Після захоплення Вавилону ассирійським царем Тукульті-Нінуртою I поставлений царем Вавилону, але йому фактично підкорялася навколишня територія.
Невдовзі після повернення ассирійського війська до власних володінь Вавилон зазнав нападу еламського царя Кідін-Хутрана III, що пограбував міста Ісін, Ніппур і Дер. У війні з ним Енліль-надін-шумі загинув. Новим царем став Кадашман-Харбе II.